# Tarawa
Tarawa est un atoll de la république des Kiribati, où se trouve la capitale, Tarawa-Sud (TUC), mais aussi Betio (BTC) et Tarawa-Nord (ETC) (Tarawa Ieta). Sa population compte près de 74 000 habitants soit plus des deux tiers des Gilbertins.
Tarawa est surtout connue pour la bataille qui s'y déroula en 1943, principalement à Betio, durant la Seconde Guerre mondiale, où les Marines s’opposèrent à 4 700 soldats japonais pour le contrôle de la piste d'atterrissage de Betio qui représentait alors un point stratégique important pour ces derniers.
Avec Butaritari, c'est le seul atoll des îles Gilbert à disposer d'une passe qui permet aux plus gros navires de pénétrer aisément dans le lagon : c'est la raison pour laquelle elle a été choisie pour devenir la « capitale » de la colonie britannique des îles Gilbert et Ellice, juste après la Seconde Guerre mondiale.

## Bataille de Tarawa

Carte de l'atoll — Tarawa-Sud s'étend de Bairiki à Bonriki

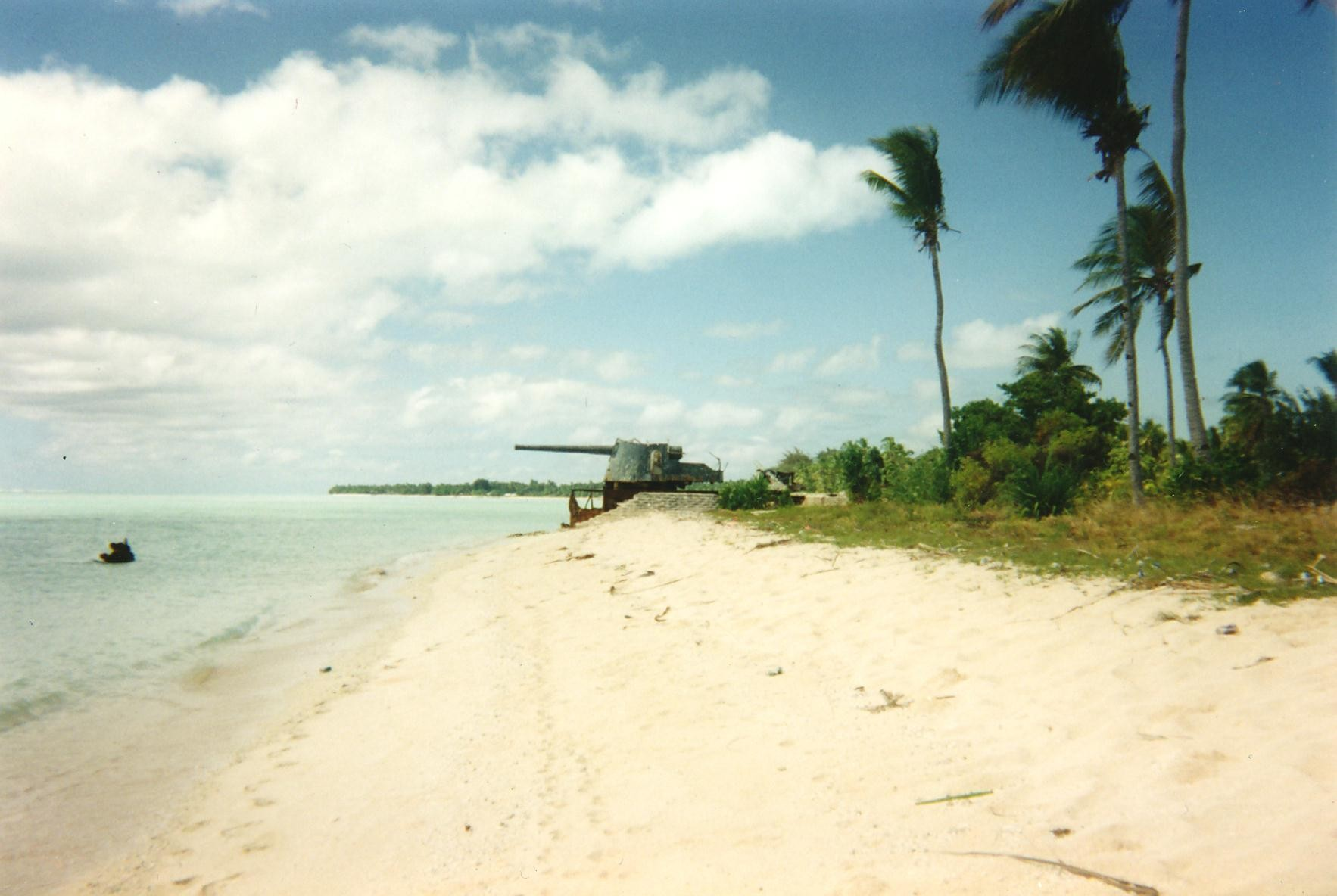
Plage sud de l'île de Betio sur Tarawa en 2006. On peut apercevoir un canon japonais de la Seconde Guerre mondiale.

Du 20 au 23 novembre 1943 les Américains lancèrent l'opération Galvanic, consistant en un assaut amphibie avec 35 000 Marines de la 2e division de Marine sur Tarawa et environ 6 500 GI de la 27e division d'infanterie sur Makin.
Au cours de la bataille, les Américains perdirent plus de 1 700 hommes, dont plus de 1 009 Marines sur Tarawa, et 697 marins de l'US Navy morts la plupart lorsque l'USS Liscome Bay fut coulé au large de Makin par des sous-marins japonais. Les pertes terrestres de l'US Army sur Makin furent cependant minimes avec 66 tués. Les garnisons japonaises en place furent anéanties, quelques centaines d'ouvriers coréens furent cependant libérés. Première opération amphibie contre un atoll, la bataille de Tarawa fut, proportionnellement, une des plus sanglantes de la guerre du Pacifique. L'opinion américaine fut profondément choquée par le bilan des combats, mais cet affrontement sanglant enseigna de nombreuses choses à l'état-major américain concernant la « guerre des Atolls ».

## Tarawa aujourd'hui
La branche sud de l'atoll, celle que les Gilbertins appellent la bôme (eu égard à la forme de voile latine de l'île) est concentrée sur un axe qui va de Betio à Bonriki, sur une route asphaltée entièrement refaite en 2016 qui relie des îlots avec des jetées ou des digues. Betio constitue un des records de densité de population, avec plus de 12 000 h/km2, alors que tous les édifices sont de plain-pied.
Il existe à ce jour une seule industrie sur l'île : l'usine de clous.
D'autre part, Tarawa possède également un hôpital équipé avec du matériel médical français et taïwanais, entre autres. Il existe aussi sur cet atoll le principal musée des Kiribati : Te Umanibong, dans le village de Bikenibeu.
L'aéroport international de Bonriki est le principal aéroport des Kiribati, desservi par Nauru Airlines et Fiji Airways (vols internationaux), ainsi que par Air Kiribati et Coral Sun Airways pour les vols intérieurs.

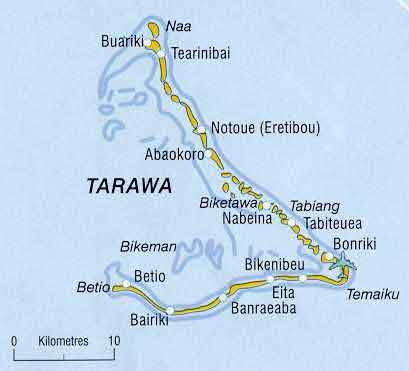
Plan de Tarawa